# Mouweis
Mouweis est un site archéologique au Soudan. Il s'agit d'un site urbain avec d'importants vestiges méroïtiques et médiévaux. Il a fait l'objet de fouilles par le musée du Louvre entre 2007 et 2019, avec le soutien de la SFDAS (Section française de la direction des antiquités du Soudan) et dans le cadre d'un accord conclu en 2006 avec la NCAM (National Corporation for Antiquities and Museums). Il se situe près de la ville de Chendi, dans l'État du Nil.

## Disposition du site
La superficie du site méroïtique est estimée à seize hectares, mais il est rogné par les champs alentour. On y trouve à la fois des quartiers d'artisanat et d'habitation, un palais, et des temples. Lors des premiers sondages dans les quartiers d'habitation, la densité des constructions rappelle d'autres sites soudanais urbains comme Hamadab (en). La présence d'un palais important permet la comparaison avec d'autres sites contemporains comme Ouad ben Naga et Damboya.
Le palais se situe au sud-est du site, à distance du centre monumental dans lequel se trouvent plusieurs temples dont au moins un dédié au dieu Amon. Des quartiers d'habitation se trouvent à l'est et à l'ouest du centre monumental. En périphérie, principalement au nord-est, les fouilles ont permis de trouver des quartiers d'artisanat avec des fours de potier et des ateliers métallurgiques.
Cette disposition résulte probablement d'une réorganisation de la ville à l'époque méroïtique, car les grands bâtiments du centre ont été construits sur des habitations plus anciennes. Par exemple, le palais est bâti directement sur une zone d'habitations et d'ateliers, et en réutilise même certains murs dans ses fondations. 
Le palais est de plan quasiment carré, de cinquante à soixante mètres de côté. Il présente une structure en caissons, interprétée comme un soubassement devant surélever le bâtiment pour le rendre plus impressionnant.